# Zinaida Yusupova
Zinaida Nikolaevna Yusupova (São Petersburgo, 2 de setembro de 1861 – Paris, 24 de novembro de 1939) foi uma princesa russa e única herdeira da abastada família Yusupov. Zinaida é mais conhecida por ser a mãe de Félix Yusupov, o assassino de Grigori Rasputin, e por ter uma enorme coleção de joias. Ela possuía 21 tiaras, 255 broches, 42 braceletes, 210 quilos de objetos de arte variados e centenas de milhares de pedras valiosas.
Ela escapou da Rússia revolucionária e passou os anos restantes vivendo no exílio na França.

## Biografia

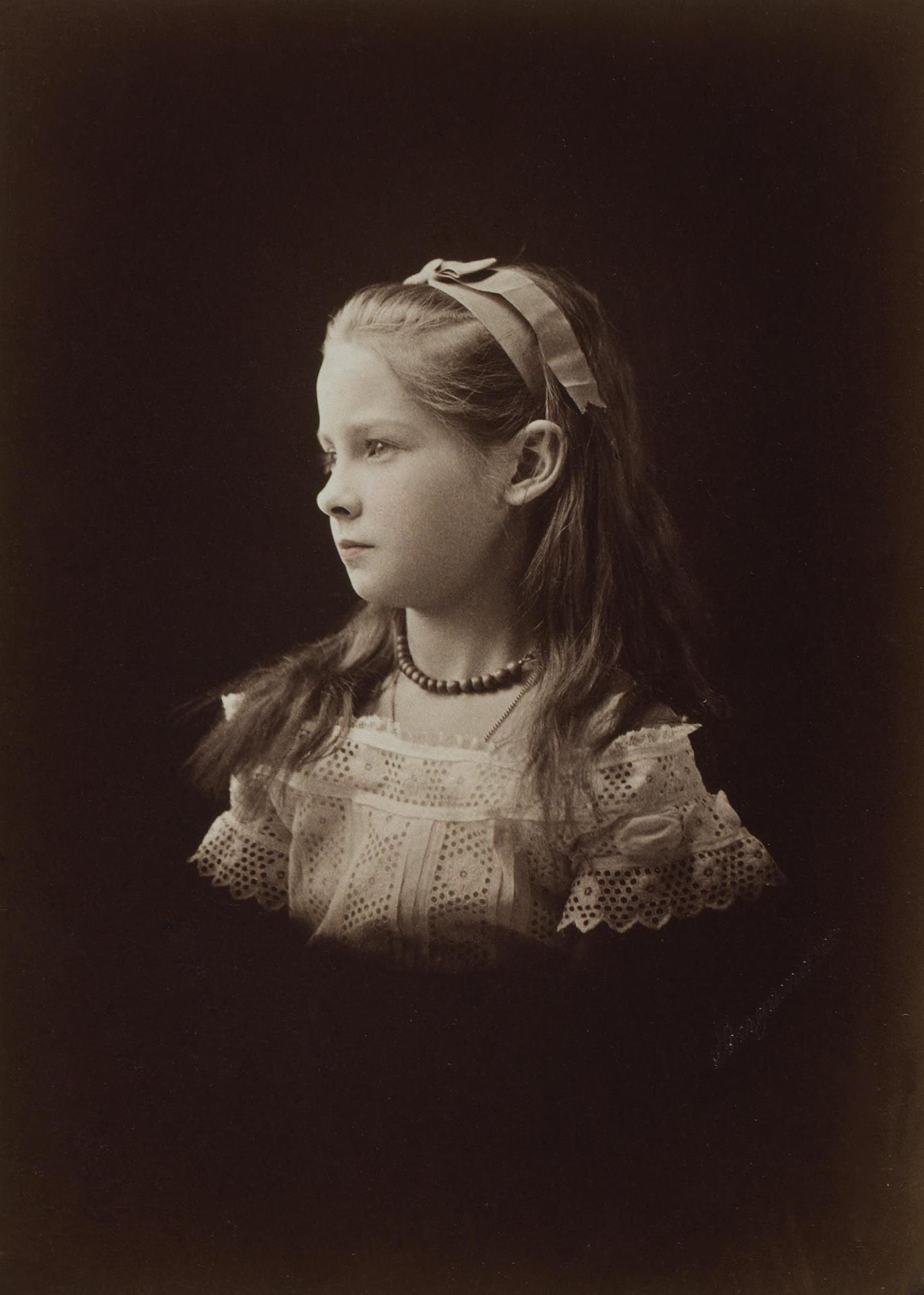
Zinaida aos 5 anos. Fotografia de Charles Bergamasco, c. 1868

Filha de Nikolai Borisovich Yusupov, o último representante da família principesca Yusupov na linha masculina, e de Tatiana Alexandrovna, pelo lado materno, ela era neta do conde Alexander Ivanovich Ribeaupierre. Na família nasceram três filhos: Boris (que faleceu na infância), Zinaida e Tatiana. De acordo com a tradição dos Yusupov, recebeu o nome em homenagem à sua avó, a condessa de Chauveau. Graças aos pais, cuja residência estava sempre aberta a personalidades da ciência e da arte, as princesas tiveram acesso a uma excelente educação e formação. Aos sete anos, Zinaida já era capaz de receber convidados e manter conversas de caráter social.
O príncipe Félix escreveu mais tarde em suas memórias: "Mamãe era encantadora. Alta, magra, graciosa, morena, de pele e cabelos negros, com olhos que brilhavam como estrelas. Inteligente, culta, artística, gentil. Ninguém conseguia resistir aos seus encantos." Reconhecida como uma das mais brilhantes beldades de São Petersburgo e única herdeira de uma imensa fortuna, a princesa Yusupova era considerada a noiva mais cobiçada da Rússia. Nikolai Borisovich esperava que sua filha realizasse um casamento à altura de sua posição. No final da década de 1870, o príncipe Alexandre de Battenberg propôs casamento a Yusupova, mas sabendo que ele só queria o seu dinheiro, ela simplesmente recusou
| “ | Europeus famosos, incluindo os mais augustos, pediram sua mão, mas ela recusou todos, querendo escolher um marido segundo sua própria vontade. O avô sonhava em vê-la em um trono e agora se entristecia com o fato de que ela não nutria ambições de poder. | ” |

{{quote1|Alguns amigos finalmente conseguiram convencer um dos oficiais da cavalaria, embora não muito brilhante, mas rico e já com o sobrenome duplo Sumarokov-Elston, a se casar com Yusupova. A esposa inteligente e charmosa fez carreira para este guarda comum, mas é claro que não podia lhe dar nenhuma informação.
Em 4 de abril de 1882, Zinaida Nikolaevna casou-se com o conde Felix Sumarokov-Elston, filho do conde Felix Nikolaevich Sumarokov-Elston e da condessa Elena Sergeevna Sumarokova. Após o matrimônio, por decreto supremo, foi-lhe concedido o direito de usar um título duplo: príncipe Yusupov e conde Sumarokov-Elston. A cerimônia realizou-se em São Petersburgo, na Igreja dos Santos Doze Apóstolos, vinculada à Administração Geral de Correios e Telégrafos. O casamento foi feliz, embora marcado por diferenças de temperamento. Seu filho Félix relatou que o pai "era, antes de tudo, um soldado e não apreciava os círculos intelectuais que sua esposa gostava de frequentar". Por amor ao marido, Zinaida foi obrigada a renunciar, em parte, a "seus gostos pessoais".
Como figura de destaque na sociedade pré-revolucionária, a Princesa Yusupova tornou-se célebre não apenas por sua beleza, mas também pela generosidade de sua hospitalidade. Os Yusupovs levavam uma vida luxuosa, promovendo grandiosos bailes e recepções, aos quais compareciam membros da família imperial e representantes de casas estrangeiras.
Zinaida Nikolaevna era apaixonada por bailes e se destacava na execução das danças russas, que interpretava com maestria. Em fevereiro de 1903, os Yusupovs participaram do célebre baile de máscaras no Palácio de Inverno. O grão-duque Alexandre Mikhailovich recordou mais tarde: "No baile, houve uma disputa de primazia entre a grã-duquesa Isabel Feodorovna (Ella) e a princesa Zinaida Yusupova. Meu coração se apertou ao ver essas duas 'loucas paixões' da minha juventude. Dancei todas as danças com a princesa Yusupova até que chegou a minha vez de dançar a 'russa'. A princesa executou essa dança melhor do que qualquer bailarina profissional, e recebi aplausos e silenciosa admiração." Félix Yusupov confirmaria depois o feito, relatando que sua mãe "dançou de modo tão encantador" que "foi chamada ao palco cinco vezes."
A princesa Yusupova dedicou grande parte de seu tempo, esforço e recursos às atividades de caridade. Diversas instituições estavam sob seu patrocínio, abrigos, hospitais, ginásios, igrejas, não apenas em São Petersburgo, mas também em várias regiões do país. Durante a Guerra Russo-Japonesa, Zinaida Nikolaevna atuou como chefe do trem hospitalar militar na frente de batalha, e nos palácios e propriedades da família Yusupov foram organizados sanatórios e hospitais destinados ao tratamento de feridos. Como membro do comitê para a fundação do Museu de Belas Artes de Moscou, ela contribuiu com recursos financeiros e obras de arte para a criação do Salão Greco-Romano, que posteriormente passou a levar o seu nome. O grão-duque Alexandre Mikhailovich, que a conhecia desde a juventude, escreveu: "Uma mulher de rara beleza e profunda cultura espiritual, ela suportou com coragem os encargos de sua imensa fortuna, doando milhões para a caridade e esforçando-se por aliviar o sofrimento humano."
O filho mais velho da princesa, Nikolai, foi morto em um duelo em 1908, fato que a abalou profundamente, provocando-lhe um colapso nervoso e lançando uma sombra sobre o restante de sua vida. A família Yusupov mantinha laços particularmente estreitos com o grão-duque Sérgio Alexandrovich e sua esposa, a grã-duquesa Isabel Feodorovna. Suas propriedades próximas a Moscou eram vizinhas, e Yusupov servia como ajudante-de-ordens do grão-duque. As relações também eram cordiais com ambas as imperatrizes; entretanto, nos últimos anos que antecederam a Revolução, Zinaida Nikolaevna tornou-se uma crítica severa da imperatriz Alexandra Feodorovna, em razão de sua devoção a Rasputin. Esse conflito acabou por provocar uma ruptura definitiva. Segundo relato de Félix Yusupov: "A czarina, que a escutara em silêncio, levantou-se e despediu-se dela com as palavras: 'Espero nunca mais vê-la'."
Logo após o início da agitação revolucionária, os Yusupovs deixaram São Petersburgo e se estabeleceram na Crimeia. Antes que os bolcheviques tomassem a região, em 13 de abril de 1919, abandonaram a Rússia, juntamente com a família do grão-duque Alexandre Mikhailovich, a bordo do navio de guerra britânico HMS Marlborough, durante a evacuação da Crimeia. Em seguida, emigraram para a Itália. Os Yusupovs mais velhos passaram a residir em Roma, enquanto o filho, a nora e a neta se estabeleceram em Londres. Diferentemente de muitos emigrados russos, conseguiram levar consigo alguns objetos de valor, além de possuírem propriedades no exterior. Zinaida Nikolaevna continuou a dedicar-se à caridade: graças à sua iniciativa, foram criados um escritório de auxílio para a busca de empregos, uma cantina gratuita destinada a emigrados e uma oficina de costura. O jornalista P. P. Shostakovsky, que a conheceu na década de 1920, escreveu: "A mais inteligente e sensata de todas acabou sendo a velha Yusupova. (…) A princesa não se prendia ao passado. Em suma, não apenas aceitou a situação como inevitável, mas também procurou facilitar aos outros a adaptação a um novo caminho, oferecendo-lhes a possibilidade de conquistar o próprio sustento."
Após a morte do marido, Zinaida Nikolaevna mudou-se para Paris, onde passou a viver com o filho e a nora. Lá faleceu em 1939. Foi sepultada no Cemitério Russo de Sainte-Geneviève-des-Bois, junto ao filho, à nora e à neta.

## Retratos

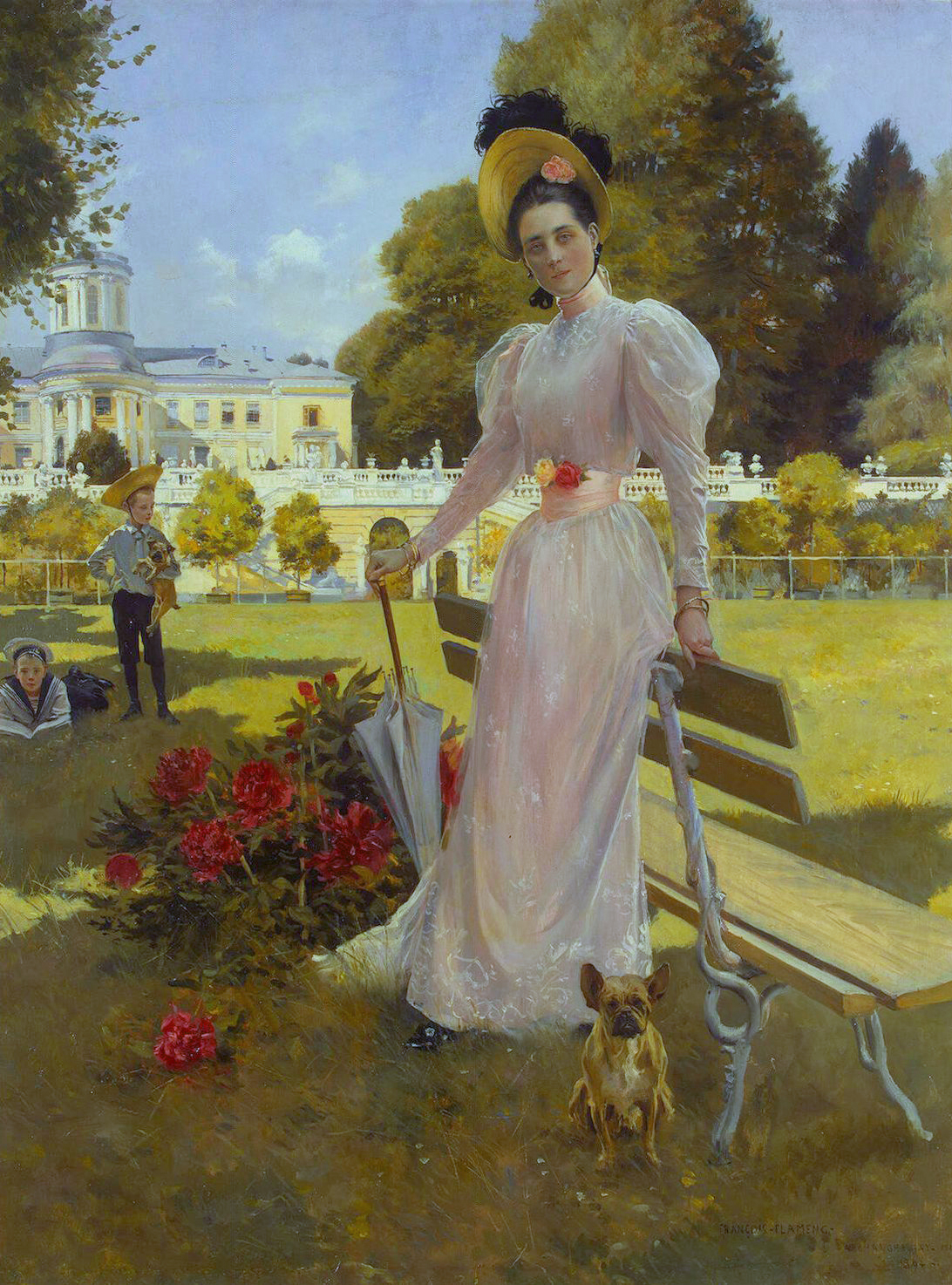
Princesa Yusupova com seus filhos em Arkhangelskoye, de François Flameng (1894)
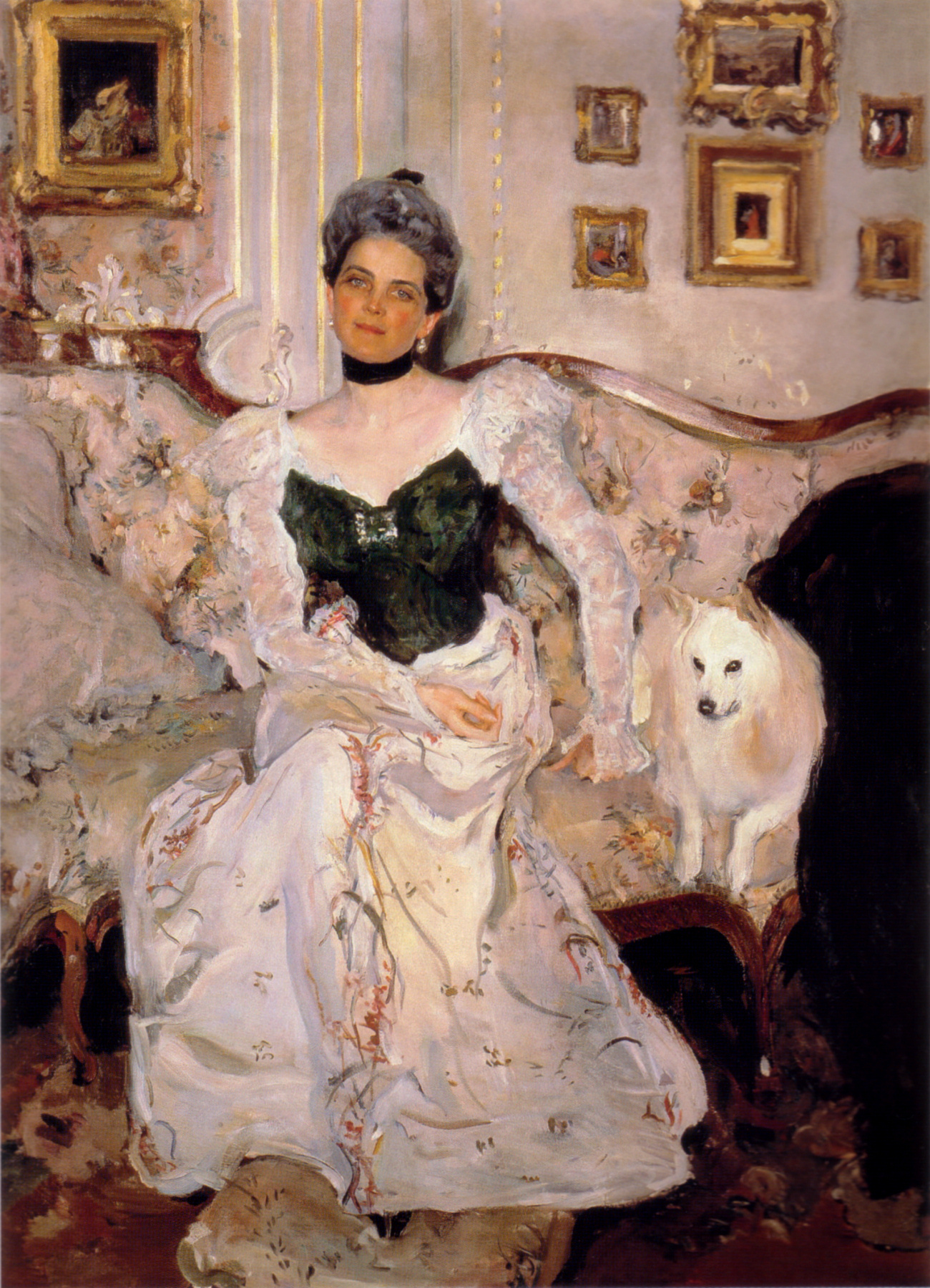
Princesa Yusupova, de Valentin Serov (1900-1902)
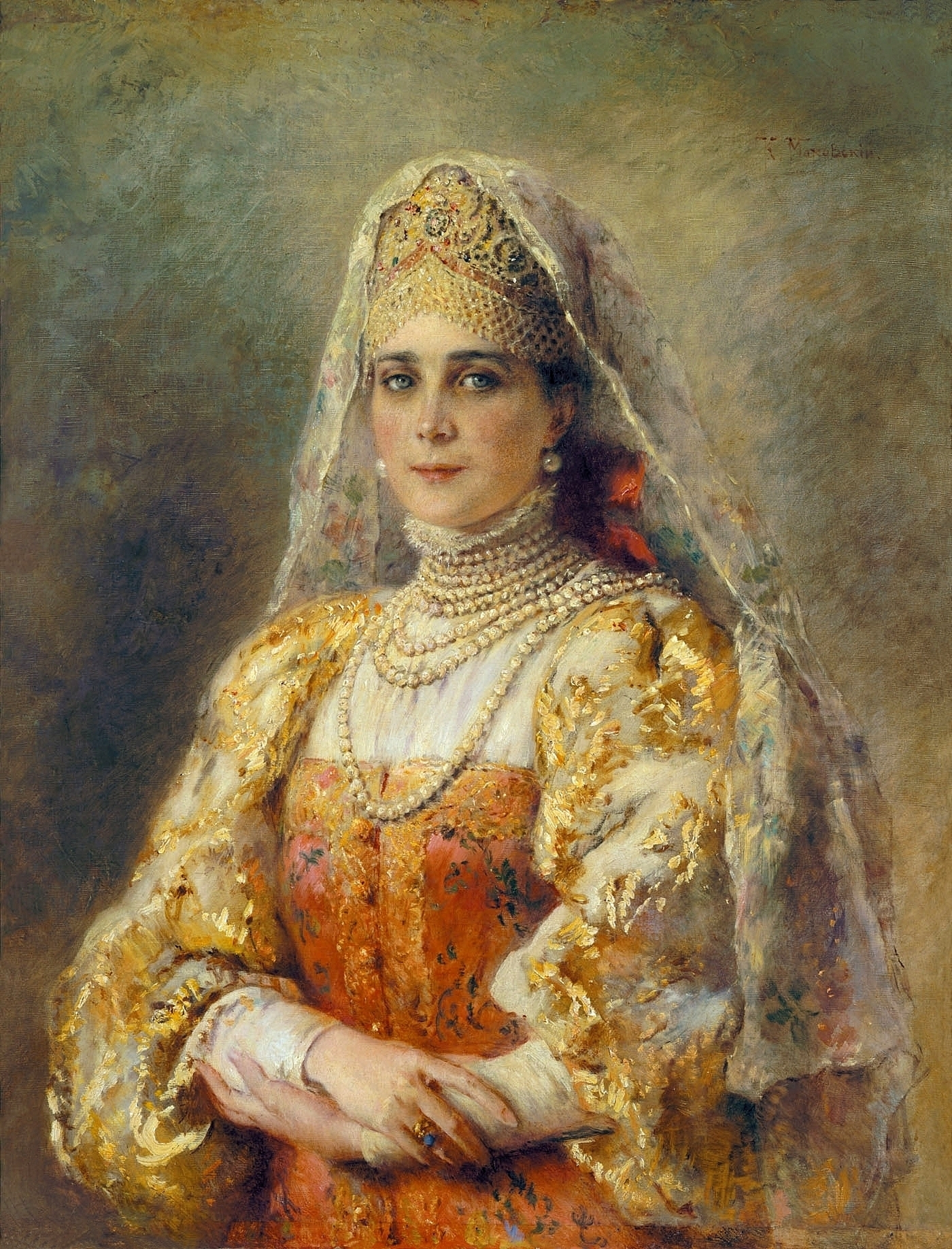
Princesa Yusupova em traje russo, de Konstantin Makovsky (1900)

São conhecidos os célebres retratos de salão de Zinaida Nikolaevna Yusupova pintados por V. A. Serov, bem como um retrato oficial realizado por François Flameng, no qual ela aparece usando a famosa pérola La Peregrina. Destaca-se ainda a obra de K. Makovsky, Retrato da Princesa Zinaida Nikolaevna Yusupova em Traje Russo. Além disso, a princesa e sua família foram retratadas por diversos artistas, entre eles V. K. Shtember, N. P. Bogdanov-Belsky, K. P. Stepanov e N. N. Becker.
Em junho de 1894, o artista francês François Flameng, enquanto estava na propriedade de Arkhangelskoye, pintou dois retratos da princesa: sentada em uma cadeira e caminhando com seus dois filhos, tendo como pano de fundo o parque e o palácio em Arkhangelskoye.
O Retrato de Z. N. Yusupova em Traje Russo, de K. E. Makovsky, pintado por volta de 1895 no estilo característico do artista, marcado por composições coloridas e teatrais no chamado "estilo russo", encontrava-se originalmente no escritório do príncipe F. F. Yusupov-Sumarokov-Elston, na residência da Travessa Bolshoi Kharitonyevsky. Atualmente, a obra integra o acervo do Museu Histórico do Estado.
O Retrato da Princesa Z. N. Yusupova, de Serov, foi exibido pela primeira vez na mostra Mundo da Arte, em São Petersburgo, no início de 1902. A pintura suscitou opiniões divergentes: I. Grabar considerava que “o ponto fraco da obra é a composição”, enquanto B. Ternovets classificava a pose como “forçada e de difícil explicação”. Este retrato, assim como outras obras de Serov vinculadas ao ciclo Yusupov (Retrato de F. F. Yusupov a Cavalo, Retrato de F. F. Yusupov com um Bulldog e Retrato de N. F. Yusupov), encontra-se atualmente no Museu Russo.
Dois pequenos retratos posteriores, também de autoria de Serov, foram recebidos com críticas bem mais entusiásticas. Sobre um deles, hoje conhecido apenas por fotografia, Grabar escreveu: "Foi uma das criações mais inspiradas e perfeitas de Serov." Um desses retratos está atualmente preservado no Museu de Arte de Nizhny Novgorod.